# Bylgia
Bylgia è un genere di crostacei estinti, appartenenti ai decapodi. Visse nel Giurassico superiore (Kimmeridgiano - Titoniano, circa 152 - 148 milioni di anni fa) e i suoi resti fossili sono stati ritrovati in Germania.

## Descrizione
Questo animale simile a un gambero era un crostaceo di medie dimensioni, e la lunghezza totale si aggirava intorno ai 10 centimetri. Il carapace era relativamente corto e, così come l'addome, presentava una superficie liscia. Il rostro era piuttosto allungato (anche se la lunghezza variava a seconda della specie) e curvava all'insù. Lungo il rostro erano presenti dei dentelli diretti in avanti, che a seconda della specie variavano di numero. I segmenti dell'addome erano di eguale lunghezza. I pleopodi biramati erano ben sviluppati. Il telson era appuntito.

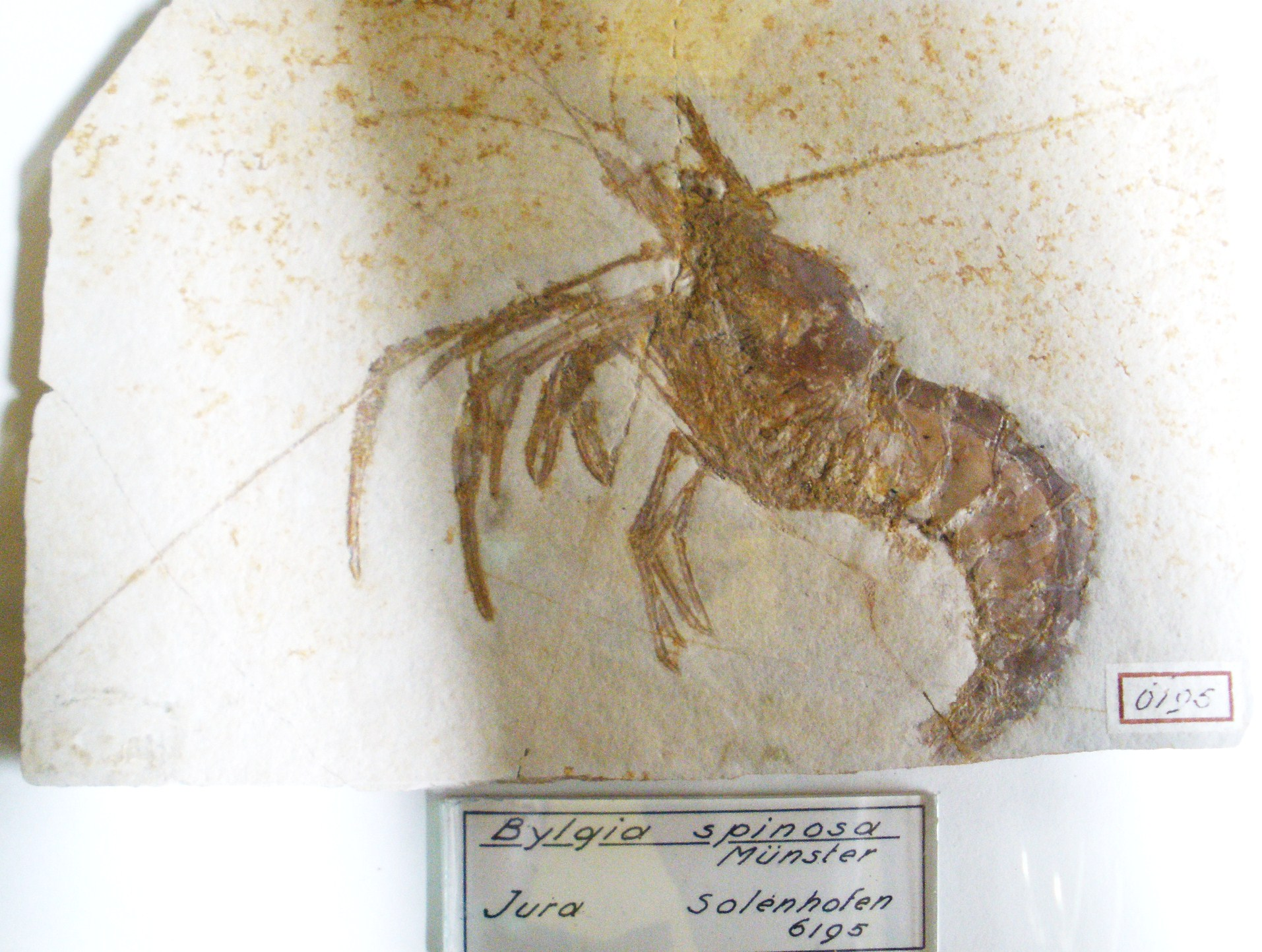
Fossile di Bylgia spinosa

## Classificazione
Il genere Bylgia venne descritto per la prima volta nel 1839, sulla base di esemplari rinvenuti nel ben noto giacimento di Solnhofen (Baviera). La specie tipo è B. spinosa. A questo genere sono state attribuite altre specie, ma la sola ritenuta valida attualmente, oltre alla specie tipo, è B. ruedeli, descritta nel 2004 da Schweigert e Garassino; questa specie differiva da B. spinosa per alcuni particolari, tra i quali il numero di dentelli del rostro (8 in B. ruedeli, 6 in B. spinosa) e nella lunghezza del rostro (più breve in B. spinosa). Altre due specie, B. hexadon e B. haeberleini, sono state in seguito attribuite a un nuovo genere, Bylginella.
Bylgia fa parte dei peneidi, un gruppo di crostacei comprendente anche forme attuali, tipiche dei mari caldi e tropicali. Tra le forme fossili, Bylgia sembra essere stato particolarmente affine a Drobna, anch'esso del Giurassico superiore tedesco.

## Bibliografia

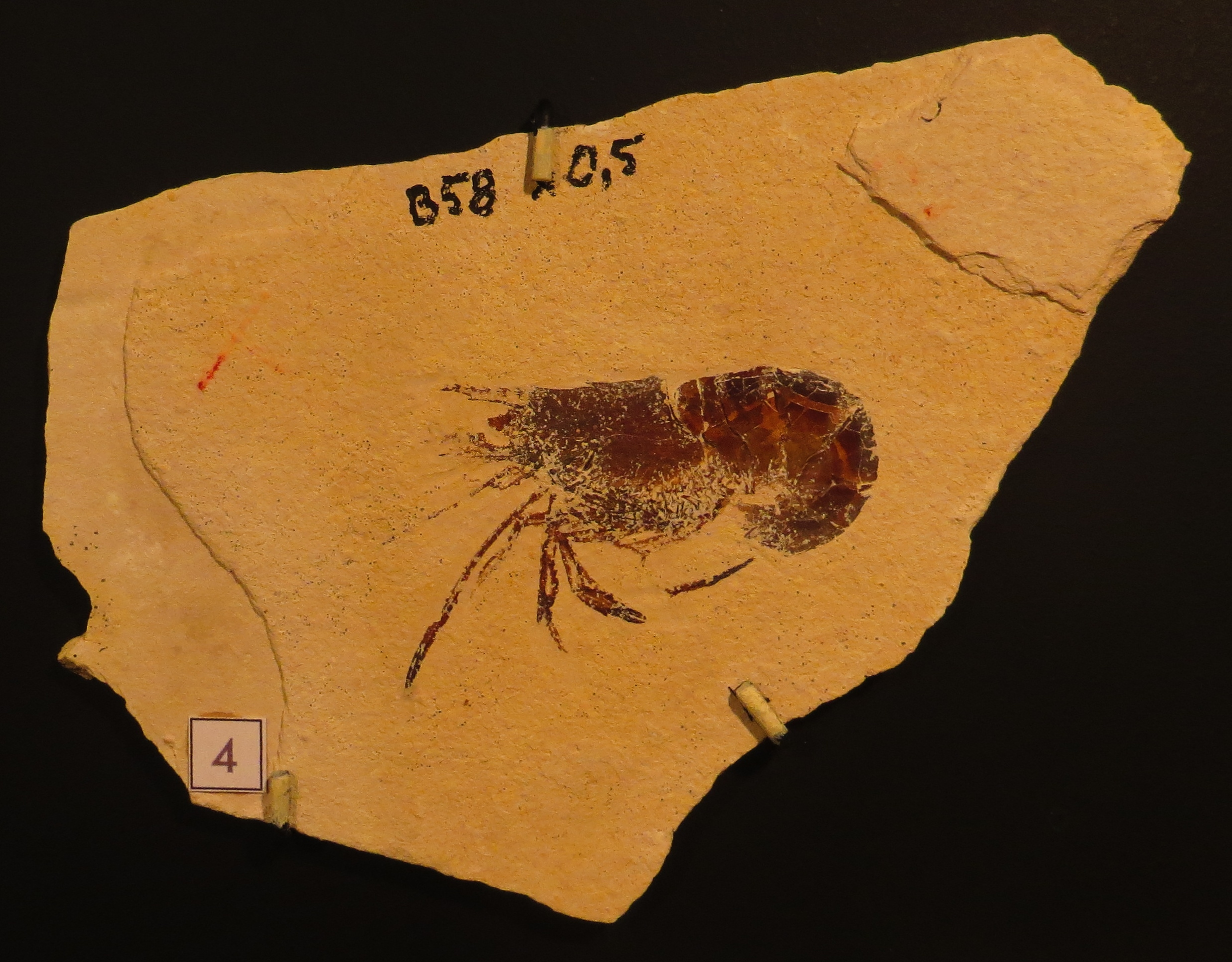
Fossile di Bylgia ruedeli